# Fekete Zoltán (agrogeológus)
| Kattints az alábbi külső linkek egyikére! | Kattints az alábbi külső linkek egyikére!                                         |
| ----------------------------------------- | --------------------------------------------------------------------------------- |
| Nem található szabad kép.(?)              |                                                                                   |
| külső link · jogvédett                    | Fekete Zoltán országos felügyelő köszöntése 70. születésnapján, 1981. március 31. |
| külső link · jogvédett                    | Fekete Zoltán felügyelő eskütétele 1969.                                          |

Nagyajtai Fekete Zoltán (Zsarnóca, 1911. március 31. – Budapest, 1988. október 14.) agrármérnök, geológus, talajtanász, kertészmérnök. A mezőgazdasági tudományok kandidátusa (1952). Kandidátus, tanszékvezető egyetemi tanár, a Talajtani Társaság tiszteletbeli elnöke, a Magyar Meteorológiai Társaság volt elnöke, a Magyar Agrártudományi Egyesület Országos Elnökségének és a Nemzetközi Talajtani Társaságnak tagja, aki pályája során több hazai tudományos társaság és szakmai bizottság vezetőjeként és tagjaként működött, a Szocialista Munkáért Érdemérem, a Munka Érdemrend arany fokozata és számos más kitüntetés tulajdonosa, aranydiplomás tanár.

## Életpályája
Elemi iskoláit Selmecbányán végezte el. 1919-ben Sopronba került a főiskola; a család Sopronba költözött. További tanulmányait a Soproni Evangélikus Líceumban folytatta. 1929-ben érettségizett. 1929-ben katonának állt, ahonnan 1930 őszén szerelt le. 1930–1935 között a Pázmány Péter Tudományegyetem természetrajz-vegytan szakos hallgatója volt. 1935. június 27-én doktori oklevelet szerzett. 1935–1937 között Orosházán az evangélikus gimnáziumban helyezkedett el kémia-természetrajz szakos tanárként. 1935–1936 között a nyarakat a British Múzeum külső gyűjtőjeként dolgozta végig. 1937-ben az EUROGASCO olajkutató fúrógeológusát helyettesítette. 1937-ben a Pázmány Péter Tudományegyetem Mauritz Béla professzor által vezetett ásvány- és Kőzettani Tanszékére került tanársegédnek. 1938-ban kétszer, 1940-ben háromszor, 1942-ben is kétszer hívták be hadiszolgálatra. 1941 augusztusában Keszthelyre ment, ahol a Gazdasági Akadémia Talajtani Laboratóriumának vezetője lett. 1942-ben a laboratóriumot átszervezte Talajtani Tanszékké; intézeti tanár lett. 1942-ben a Magyar Királyi Földtani Intézet térképező munkatársa volt; Kőszeg és Szombathely területén talajtérképezési munkát végzett. 1942-ben a keleti hadszintéren volt főhadnagy, a páncélvadászok szakaszának parancsnoka. 1943–1944 között is katonának állt. 1943-1948 között több tankönyv megírásában vett részt. 1944–1946 között Sopronban evangélikus teológiát hallgatott. 1945 nyarán jött haza családjához. 1947-ben egyetemi magántanári címet kapott. Gyenesdiáson az Evangélikus Népfőiskolán a talajtan, talajművelés, tájmelioráció tantárgyak oktatója volt: Kulin Sándor, Manninger Gusztáv Adolf és Láng Géza kollégái mellett. 1946-ban a Szántó Kovács János Népi Kollégiumban kollégiumi igazgatóként dolgozott. 1948-ban a Talajjavító Vállalat keszthelyi laboratóriumának vezetője lett. 1949-ben megbízták a Budapesti Kertészeti Kar Talajtani Tanszékének vezetésével, amelyet 1975-ig vezetett. 1950-ben egyetemi tanár lett. 1950–1951 között a Kertészeti Főiskola, majd Egyetem dékánja, 1957–1960 között igazgató-helyettese volt. 1955-től a Nemzetközi Talajtani Társaság tagja volt. 1958–1973 között az Északi evangélikus egyházkerület felügyelője volt. 1973–1988 között az Evangélikus Egyház Országos Felügyelője tisztségét töltötte be. 1976-ig a Kertészeti illetve később a Kertészeti és Élelmiszeripari Egyetem Talajtani Tanszékének vezetője volt. 1976-ban nyugdíjba vonult.

### Munkássága
Sok nyelven beszélt: a szlovák, a német nyelv ismerete mellett tudott angolul és franciául is. Beszélt valamennyit flamandul. Megértette a bolgárt, az oroszt is, olvasott latinul, görögül, sőt a bibliát héberül is. Munkájában a Hárshegyi homokkő geológiájával foglalkozott. Sok ismeretterjesztő előadást tartott, sokat publikált tudományos ismeretterjesztő folyóiratokban. Foglalkozott az andezit, bazalt kőzetek keletkezésével, jellemzésével is. A litoszféra tanulmányozásán kívül a trágyázás témakörével is foglalkozott. A zöldségesek, gyümölcsösök, szőlők trágyázási irányelveinek kidolgozásában is aktívan részt vett.

## Családja
Apai és anyai nagyapja is (Fekete Lajos és Szentistványi Gyula) a Bányamérnöki és Erdőmérnöki Főiskola tanára volt Selmecbányán. Édesapja, Fekete Zoltán (1877–1962), a főiskolán volt gyakornok, majd asszisztens. Édesanyja Szentistványi Mária volt. 1936. február 1-én, Budapesten házasságot kötött Serdült Irénnel. Két gyermekük született: Enikő és Zoltán.
Sírja a Farkasréti temetőben található (2/6-1-17/18).

## Művei
- Adatok a hárshegyi homokkő geológiájához (Budapest, 1935)
- Orosháza talajai (Orosháza, 1937)
- Ásványtan és geológia, mint talajtani propedeutika (1941)
- A termőföld trágyázása (1947)
- Agrokémia (Budapest, 1949)
- Talaj és talajjavítás (Budapest, 1950)
- Alkalmazott talajtan (Budapest, 1950)
- Általános talajtan (Budapest, 1950)
- Az esőtalaj (Budapest, 1951)
- Hazai komplex talajvédelem kérdései (1954)
- Talajtan és trágyázástan (1958)
- Talajtan és Agrokémia (tankönyv, 1964)
- Kertészeti ültetvények talajvédelme (1967)
- A zöldség és gyümölcs termő növények tápanyagellátásának új rendszere (Budapest, 1971)
- Különleges szempontok egy homokháti táj környezetvédelme (1973)
- Talajvédelmi művelési módok hatása a talaj néhány kémiai tulajdonságának változására Budaörsön (1980)
- A Talajtani Társaság története (Budapest, 1981)

## Díjai
- Hopp Dicsérő Elismerés
- Kormányzói Dicsérő Elismerés
- Szocialista Munkáért Érdemérem
- a Munka Érdemrend arany fokozata
- a Magyar Agrártudományi Egyesület Aranykoszorús jelvénye (1958)
- Tessedik Emlékérem (1960)
- Treitz Péter-emlékérem (1979)[8]